# Pholcus gomerae
Pholcus gomerae là một loài nhện trong họ Pholcidae. Loài này có ở quần đảo Canaria.